# Saint-Sauveur (Meurthe e Mosella)
Saint-Sauveur è un comune francese di 46 abitanti situato nel dipartimento della Meurthe e Mosella nella regione del Grand Est.

## Società

### Evoluzione demografica
Abitanti censiti